# Flatø
Flatø er en ubeboet ø på 3,5 ha i det sydlige Guldborg Sund mellem Lolland og Falster. Øen har været brugt til produktionen af teglsten til konstruktion af Nykøbing Slot, og blev senere et forlystelsessted. En overgang var øen ejet af Middelaldercentret, men blev senere købt af lokale.
Øen benyttes primært af firmaer og private til fest arrangementer. I de perioder, hvor øen ikke benyttes, agerer den som privat sommerhus for ejerne. 

## Topografi
Øen har et areal på ca. 3,2 ha. Den er ca. 380 meter lang og 175 meter på det bredeste sted.
Det højeste punkt på øen er 4 m over havets overflade.

## Historie
Allerede i stenalderen var øen beboet, og der er fundet rester af køkkenmøddinger og bopladser på og omkring øen.
Der er også fundet flinteredskaber af flint fra Hasselø.
Flatø leverede i 1670'erne mursten og kalk til et større moderniseringsarbejde ved Nykøbing Slot som enkedronning Sophie iværksatte. På dette tidspunkt var øen ejet af Kronen, og der lå allerede et teglværk på øen.
Mellem 1760-1770 solgte Kronen øen, hvorefter den blev købt og solgt flere gange de følgende år. Herefter boede to familie på øen i omkring 100 år. Fra engang i 1870'erne var Flatø et kendt forlystelsessted med dans, keglebane og udskænkning hvor lokalbefolkningen blev sejlet ud for at forlyste sig.
Der findes tre matrikler på Flatø, og de har siden 1947 været handlet under ét.
I 1968 blev Flatø købt af en rigmand fra København, der brugte stedet til sit sommerhus. Senere købte den daværende Nykøbing Falster Kommune og Sydfalster Kommune øen i fællesskab i 1994 for 2.550.000 kr (3,7 mio. i 2012-DKK) med henblik på at videresælge den til Middelaldercentret ved Nykøbing Falster. I 1996 købte Middelaldercentret øen af de to kommuner efter en donation fra Arbejdsmarkedets Feriefond Under Middelaldercentrets ejerskab bliver øen brugt som destination for sejlture med rekonstruerede middelalderlige skibe som Gedesbyskibet, og der blev afholdt kurser i udesløjd. 
I 2005 blev Flatø solgt til private ejere fra regionen, der siden har benyttet den til udlejningsformål og privat brug.